# Corvoidea
Corvoidea — надродина горобцеподібних птахів, центральна в інфраряді Corvida. Містить 780 видів у 143 родах з 31 родини.

## Систематика

### Список родин
- Paramythiidae: ягодоїдові (2 види)
- Psophodidae: батіжники (6 видів)
- Platysteiridae: прирітникові (31 вид)
- Vangidae: вангові (39 видів)
- Malaconotidae: гладіаторові (48 видів)
- Machaerirhynchidae: совкодзьоби (2 види)
- Pityriaseidae: щетинкоголови (1 вид)
- Artamidae: ланграйнові (24 види)
- Rhagologidae: лускавники (1 вид)
- Aegithinidae: йорові (4 види)
- Chloropseidae: зеленчикові (11 видів)
- Irenidae: іренові (2 види)
- Campephagidae: личинкоїдові (94 види)
- Mohouidae: могуа (3 види)
- Neosittidae: баргелеві (2 або 3 види)
- Eulacestomidae: коральничики (1 вид)
- Oreoicidae: дзвінчики (3 види)
- Pachycephalidae: свистунові (64 види)
- Laniidae: сорокопудові (33 види)
- Vireonidae: віреонові (57 видів)
- Oriolidae: вивільгові (33 види)
- Dicruridae: дронгові (29 видів)
- Rhipiduridae: віялохвісткові (43 види)
- Monarchidae: монархові (100 видів)
- Corvidae: воронові (120 видів)
- Corcoracidae: апостолові (2 види)
- Melampittidae: чорняки (2 види)
- Ifritidae: іфритові (1 вид)
- Paradisaeidae: дивоптахові (42 види)